# Anna Maria Wazówna (polska królewna)

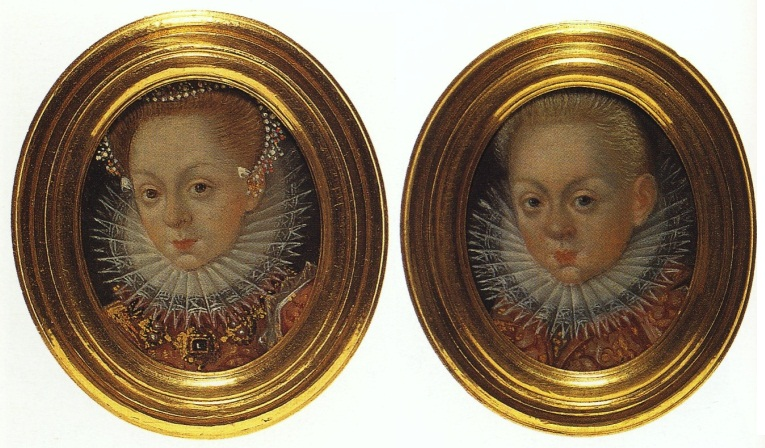
Miniatura dzieci królewskich Anny Marii i Władysława, 1598 r.

Anna Maria Wazówna (ur. 23 maja 1593 w Krakowie, zm. 9 lutego 1600 tamże) – królewna polska, była najstarszą córką króla Polski Zygmunta III Wazy i jego pierwszej żony Anny Habsburżanki, siostra króla Polski Władysława IV.